# Matelote (danse)
La matelote est une danse qui trouve son origine parmi les marins français. L'air de la matelote apparaît pour la première fois dans l'opéra Alcyone de Marin Marais en 1706. La même année, Raoul Feuillet publie son Recueil de contredanses dans lequel il décrit la chorégraphie de la matelote.
Il s'agit d'une contredanse « en colonne », les partenaires étant disposés en deux lignes vis-à-vis. Elle s'exécute en pas sautillés (demi-contretemps de gavotte).
L'opéra de Marin Marais sera représenté à Paris et en province jusqu'en 1771 au moins et la contredanse se répand à travers toute la France et au-delà. Ainsi, on trouve des matelotes dans le répertoire traditionnel provençal, gascon et jusqu'au répertoire hollandais.
Jean-Michel Guilcher confirme sa forte implantation dans le Midi et le Sud-Ouest de la France, comme ancienne danse de caractère passée de la scène aux milieux populaires.
Dans les Pays-Bas autrichiens et dans la Principauté de Liège, plusieurs maîtres de danse inscrivent la matelote à leur répertoire : on en a conservé la trace dans les manuscrits de Vandembrile (Namur, 1778), de Fernand Comhaire (Liège, 1805) et de Jean-Guillaume Houssa (Soy, 1845).
Passée dans le répertoire traditionnel wallon, la matelote est progressivement devenue la maclote et le pas typique qu'elle emploie s'appelle d'ailleurs « pas de maclote ».

## Les paroles

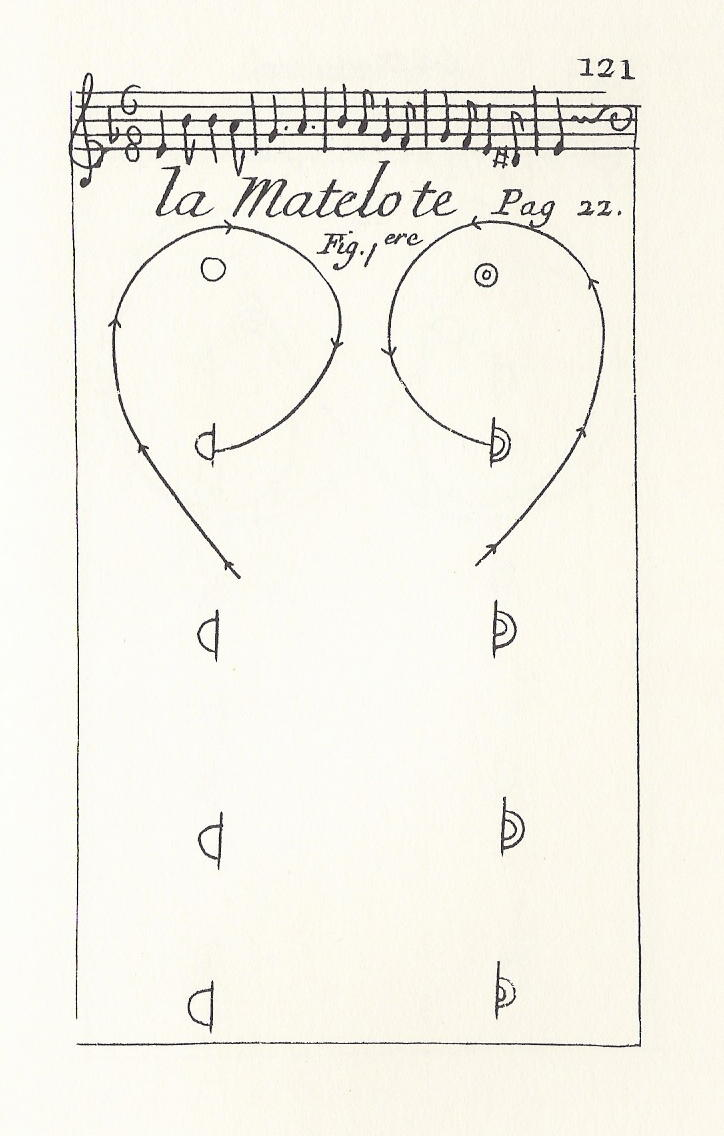
La Matelote de Feuillet (1706)

Livret d'Antoine Houdar de La Motte pour l'opéra de Marin Marais :
- Une matelote

Amants malheureux,
Si mille écueils fâcheux
Troublent vos vœux,
Le désespoir est le plus dangereux.
Quelque vent qui gronde,
L'amour calme l'onde
Peut-on perdre l'espoir
Quand on connaît son pouvoir ?
- 2e matelote

Pourquoi craignons-nous
Que l'amour ne nous engage ?
Si c'est un orage,
Le calme est moins doux.
Suivons nos désirs,
Après quelques soupirs
On arrive aux plaisirs.
Pourquoi perdre un jour ?
Mettons à la voile,
Nous avons pour étoile
Le flambeau de l'amour.